# Yeoman Credit Racing

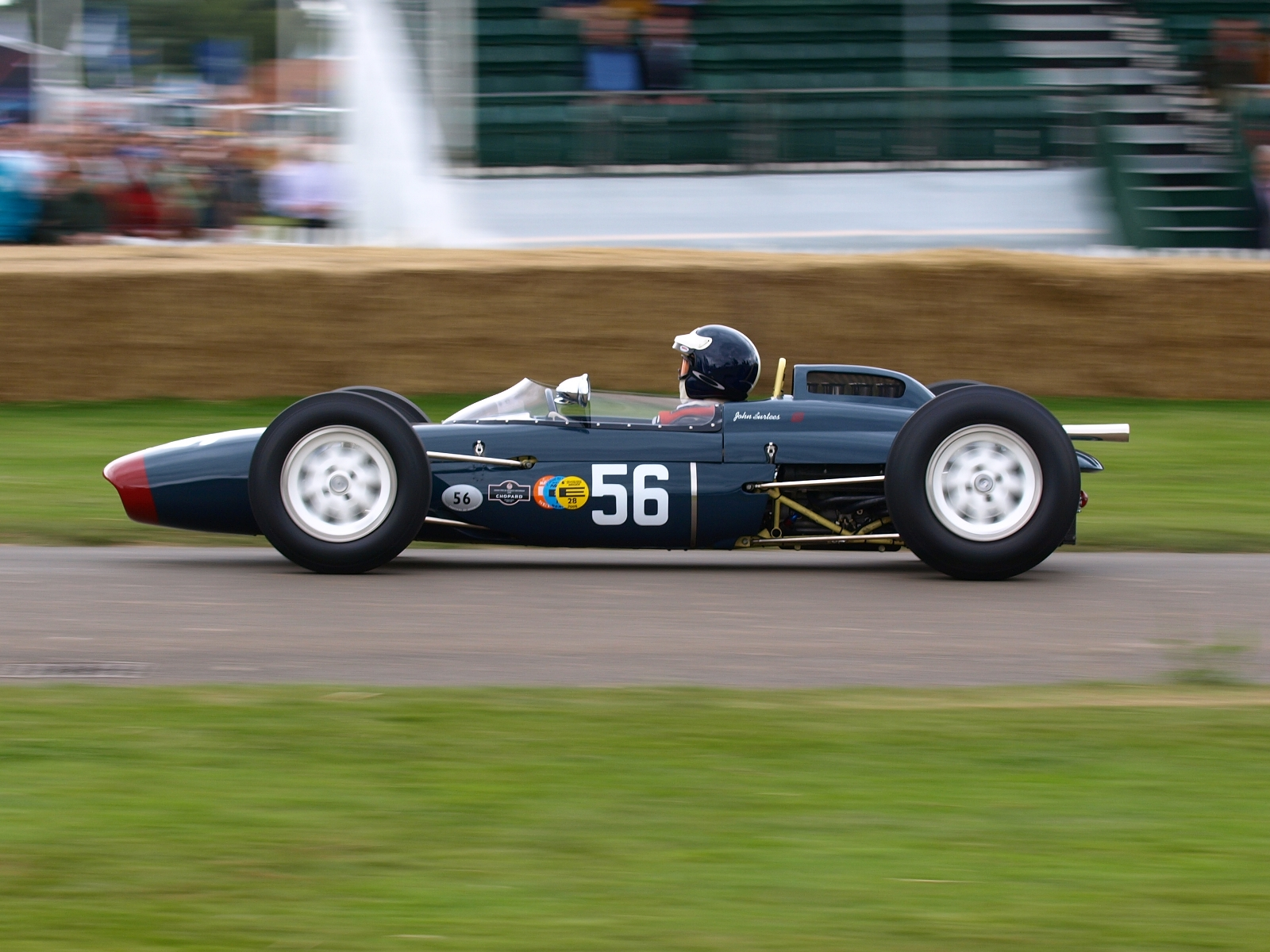
Der Lola Mk4 des von Reg Parnell geleiteten Teams Yeoman Credit Racing.

Yeoman Credit Racing war der Name zweier Motorsportteams, die von 1960 bis 1962 in der Formel 1 antraten. Beide Teams trugen nacheinander diese Bezeichnung; sie hatten strukturell oder juristisch keinerlei Verbindung zueinander.

## Yeoman Credit
Yeoman Credit war ein britischer Finanzdienstleister, der zu Beginn der 1950er-Jahre von den Brüdern William, Paul und Fabian Samengo-Turner gegründet worden war. Die Gründer hatten eine Leidenschaft für den Motorsport. Anfang der 1960er-Jahre unterstützten sie zwei britische Rennställe, die nacheinander unter dem Namen des Sponsors antraten.

## Die Teams

### BRP
1960 unterstützten die Samengo-Turner-Brüder das Team British Racing Partnership, das in dieser Saison unter der Bezeichnung Yeoman Credit Racing antrat. Einsatzfahrzeuge waren drei Cooper T51. Fahrer waren Chris Bristow und Harry Schell, die nach ihren tödlichen Unfällen im Mai bzw. Juni 1960 durch Tony Brooks und Olivier Gendebien ersetzt wurden. Die Beziehung zwischen Yeoman Credit und BRP endete nach nur einem Jahr. BRP bekam für die Saison 1961 einen neuen Sponsor, was wiederum zu einer Änderung des Teamnamens führte: BRP trat 1961 als UDT Laystall Racing an.

### Reg Parnell Racing
1961 und 1962 finanzierten die Samengo-Turner-Brüder das 1959 gegründete Team Reg Parnell Racing. 1961 firmierte Parnell daraufhin als Yeoman Credit Racing, 1962 mit Rücksicht auf einen weiteren Sponsor als Bowmaker-Yeoman Credit. 1962 war das erfolgreichste Motorsportjahr für Yeoman Credit: Auf dem neu konstruierten Lola Mk4 erreichte John Surtees in dem von Reg Parnell geleiteten Team zwei zweite Plätze. Surtees fuhr auch eine Pole-Position ein.